# Amorphothecaceae
Amorphothecaceae is een familie van de Leotiomycetes, behorend tot de orde van Helotiales. Het typegeslacht is Amorphotheca.

## Taxonomie
De familie Amorphothecaceae bestaat uit slechts één geslacht: Amorphotheca.